# Grigny (Essonne)
Grigny is een gemeente in het Franse departement Essonne, in de regio Île-de-France. De plaats maakt deel uit van het arrondissement Évry.

## Geografie
De oppervlakte van Grigny bedraagt 4,9 km², de bevolkingsdichtheid is 5002,4 inwoners per km².
De onderstaande kaart toont de ligging van Grigny (Essonne) met de belangrijkste infrastructuur en aangrenzende gemeenten.

## Demografie
Onderstaande figuur toont het verloop van het inwonertal (bron: INSEE-tellingen).